# 米切爾 (喬治亞州)
米切爾（英語：Mitchell）是一個位於美國喬治亞州格拉斯卡克縣的城鎮。

## 地理
米切爾的座標為33°13′21″N 82°42′01″W / 33.22250°N 82.70028°W，而該地的平均海拔高度為163米（即535英尺）。

## 人口
根據2010年美國人口普查的數據，米切爾的面積為8.84平方千米，當中陸地面積為8.83平方千米，而水域面積為0.01平方千米。當地共有人口199人，而人口密度為每平方千米23人。